# Leonid Grigorjew
Leonid Grigorjew (russisch Леонид Григорьев, engl. Transkription Leonid Grigoryev; * 17. August 1926 in Sankt Petersburg) ist ein ehemaliger sowjetischer Weitspringer.
1951 gewann er Bronze bei den Weltfestspiele der Jugend und Studenten.
Bei den Olympischen Spielen 1952 in Helsinki wurde er Sechster und bei den Leichtathletik-Europameisterschaften 1954 in Bern Zwölfter.
1954 wurde er Sowjetischer Meister. Seine persönliche Bestleistung von 7,62 m stellte er am 23. Oktober 1954 in Prag auf.